# Redl ezredes (film)
A Redl ezredes színes, 167 perces, 1985-ben bemutatott magyar–német–osztrák–jugoszláv filmdráma. Rendezője és Dobai Péterrel közösen a forgatókönyv írója Szabó István.
A film Alfred Redl, az egyszerű rutén vasutascsalád gyermekéből a Osztrák–Magyar Monarchia kémelhárítási főnökévé emelkedett katonatiszt életútját mutatja be a 19–20. század fordulóján és az első világháború előestéjén. Redl ezredes valóban létezett személy, de a film nem róla és árulásáról szól. Az alkotók már a főcímben közlik a nézővel: „Munkánkat John Osborne A Patriot for Me című színműve és századunk [a 20. század] történelmi eseményei inspirálták… A szereplő személyek minden cselekedete a fantázia terméke.”

## Története
A gyermek Redl kadétiskolába kerül, ott barátságot köt a magyar főnemesi származású Kubinyi Kristóffal. A család vendégül látja, és ő próbál beilleszkedni az előkelő környezetbe. Utóbb Kristóf nővérével, Katalinnal is szoros kapcsolatba kerül. A kadétiskolában a monarchia és a császár feltétlen tiszteletére nevelik. Redl igyekvő, tehetséges, és minthogy alacsony sorból való, kiszolgáltatott is. Már gyerekként kisebb árulásra is kényszerül. Apja temetésére hazautazhatna, de inkább az iskolában marad és a császár névnapjának ünnepén vesz részt.
Családját, származását igyekszik elfelejteni. Egyik feljebbvalója mondja neki később, dicséretképpen: – Ügyes kis parasztgyerek maga, Redl! – Karrierje csúcsán majd Redl ezredes is ugyanezekkel a szavakkal dicséri és egyben alázza meg egyik beosztottját.
Az iskola után a katonaélet békében zajló mindennapjai következnek. Redl vezérlőelve végig a császár, a monarchia kételyektől mentes szolgálata. Egy erdei kikocsizáskor véletlenül megpillantja a császárt; rajongva, csillogó szemekkel néz utána. Barátjával, a férfiasságáért talán csodált, talán benne vonzódást ébresztő Kubinyi Kristóffal többször is szembe kerül. Redl a császár odaadó híve, de Kristófnak fenntartásai vannak: mint családi hagyományaira büszke arisztokrata nem felejtette el 1849-et és az aradi vértanúkat. Redl elítéli a tisztek részegeskedését, Kubinyi elfogadja, mert tudja az okát: nem hisznek abban, amit szolgálnak. Redl még barátjától sem „tűri el” az ilyen beszédeket, inkább kitér előlük. Ő nem a részegségbe, hanem előre: a feltétlen hitbe menekül. Egy beszélgetés alkalmával Schorm hadnagy barátian figyelmezteti: – Túl sokat akarsz teljesíteni. – Mi mást tehetnék?! – kérdez vissza Redl.
A repülőgépekről a tiszteknek előadást tartó szakembert, aki az ottani egység gépeit is megnézte, bizonyítékok nélkül kémkedéssel gyanúsítja és letartóztatja. Ezért előléptetik, később karrierjének csúcsán vezérkari tiszt, a kémelhárítás főnöke lesz. Redl már bajtársa, Schorm hadnagy perbe fogásában is segédkezik, majd magának kell ilyen pert kreálnia, jelentéseket írnia, megbízhatatlan személyeket találnia. A trónörökösnek – a filmben a hatalom kizárólagos képviselőjeként – egy minél nagyobb botrányt keltő leleplezés, konstruált per jönne jól, „valami merénylet kell, hogy háború lehessen, korlátozott megtorlás, mert a monarchiát csak az mentheti meg a teljes széthullástól”. A trónörökös ötleteket kér, és a kémfőnök Redl elhűlve érti meg, hogy ő maga a kiszemelt áldozat. Nem csak azért, mert épp az ő odaadó szolgálata közismert, hanem azért is, mert ő nem német, nem magyar, nem is zsidó: ő rutén.
„A monarchia érdekében” tehát Redlnek segítenie kell saját maga ellen bizonyítékokat találni, – ebben homoszexuális hajlamát is felhasználják. Miután „hazaárulására” fény derül, öngyilkosságra kényszerítik. Az öngyilkos fegyver átadásával pedig a trónörökös éppen Kubinyit bízza meg, mert az ellentmondani merészelt és korábbi barátját menteni próbálta.

## Történeti adatoktól való eltérések
A készítők a filmet bevallottan a fantázia termékének tekintik, így történeti hűség nem várható el tőle. Eltérések a valódi történeti tényektől:
- Napjainkra egyértelműen bizonyítást nyert, hogy az osztrák–magyar kémelhárítás fejeként dolgozó, de az orosz titkosszolgálattal egészen 1913-ig együttműködő Alfred Redl az oroszoknak átadta az Osztrák–Magyar Monarchia mozgósítási és felvonulási terveit, Oroszország pedig feltehetően Szerbiával, majd Olaszországgal is megosztotta információit. Mindez jelentősen kihatott az első világháború első két évének osztrák-magyar emberveszteségeire.[1]
- Ferenc Ferdinánd főherceg politikai terveinél közismerten a Monarchia és Magyarország nemzetiségeire támaszkodott, egyik fő célja a Magyar Királyság alkotmányos különállásának megszüntetése volt.
- A filmben Schorm hadnagy látszólag amiatt utasította vissza a zsidó ezredorvos kihívását, hogy egy zsidó nem számít párbajképesnek. Valójában a közös hadsereg tartalékos tisztikarának 18%-a számított zsidó vallásúnak, a párbaj visszautasítása a hadnagy tiszti rangját veszélyeztette volna, valamint a zsidó-keresztény párbaj a dualizmus korában nem számított ritkának.[2]

## Szereplők
- Klaus Maria Brandauer (Alfred Redl) magyar hangja: Szakácsi Sándor
- Hans Christian Blech (von Roden ezredes) mh.: Gera Zoltán
- Armin Mueller-Stahl (A trónörökös) mh.: Gáti Oszkár
- Gudrun Landgrebe (Kubinyi Katalin) mh.: Egri Márta
- Jan Niklas (Kubinyi Kristóf) mh.: Dunai Tamás
- Mensáros László (Ruzitska ezredes)
- Bálint András (Sonnenschein doktor)
- Benkő Gyula (Feldhauer ezredes)
- Gálffi László (Alfredo Velocchio)
- Sáfár Anikó (Zoé)
- Udvaros Dorottya (Klarissza)
- Eperjes Károly (Schorm hadnagy)
- Rátonyi Róbert (Ulmann báró)
- Svidrony Gábor (A gyermek Redl)
- Szabó Éva (Redl anyja)
- Major Tamás (Kubinyi nagyapa)
- Andorai Péter (Az őrnagy)
- Majláth Mária (Kubinyi grófnő)
- Kádár Flóra (Zsófia,[3] Alfred Redl nővére)
- T. Katona Ágnes (Wilhelmina, Redl felesége)
- Rudolf Péter (Zólyomi főhadnagy)
- Papadimitriu Athina (énekesnő)
- Verebes István (árverési kikiáltó)

A szereplők között több televíziós és filmes alkotó is feltűnik, például: Gazdag Gyula (Erlich főhadnagy); Andor Tamás, Dömölky János, Horváth Ádám, Simó Sándor, Zolnay Pál, Félix László (vezérkari tisztek); továbbá Can Togay, Sándor Pál.

## Díjak, elismerések
- 1985: Magyar Játékfilmszemle: a társadalmi zsűri fődíja, a szakmai zsűri operatőri, forgatókönyvírói, díszlettervezői és hangmérnöki díja, Gene Moskowitz-díj[4]
- 1985: A Német Kritikusok Díja az év legjobb filmjének és Klaus Maria Brandauernek a legjobb férfi alakításért
- 1985: Cannes-i Nemzetközi Filmfesztivál: a zsűri díja
- 1985: Sopot: a legjobb férfi alakítás díja Klaus Maria Brandauernek
- 1985: Valladolid: különdíj
- 1985: Rueil Malmaison: Ezüst Sas díj
- 1985: Visconti-díj Szabó Istvánnak, életművéért
- 1986: Magyar Filmkritikusok Díja a legjobb férfi alakításért Eperjes Károlynak
- 1986: Oscar-díjra jelölés a legjobb idegen nyelvű film kategóriában
- 1986: Golden Globe-díjra jelölve a legjobb idegen nyelvű film kategóriában
- 1986: A Brit Film- és Tv Akadémia díja a legjobb külföldi film
- 1987: Varsó: Arany Filmszalag díj az 1986-ban bemutatott legjobb külföldi filmnek
- 2012: Bekerült a Magyar Művészeti Akadémia tagjai által kiválasztott legjobb 53 magyar alkotás közé.